# Associazione internazionale africana

Stemma della Association internationale africaine, poi stemma del Stato Libero del Congo (1885–1908) e del Congo Belga (1908–1960).

La Associazione internazionale africana (Association internationale africaine in lingua francese - acronimo AIA) fu l'associazione di facciata creata dal sovrano Leopoldo II del Belgio per giustificare le sue mire coloniali sull'Africa centrale, più precisamente sul bacino del fiume Congo. Millantando intenti umanitari, l'associazione promosse spedizioni che garantirono al Belgio la creazione ed il controllo dello Stato Libero del Congo (1885–1908), poi divenuto Congo Belga (1908–1960), la nazione da cui ebbe origine l'attuale Repubblica Democratica del Congo. Responsabile di una delle pagine più violente nella storia del colonialismo in Africa, l'associazione cessò formalmente di esistere dopo la Conferenza di Berlino, quando le potenze europee concordarono le reciproche zone di influenza nella spartizione dell'Africa.

## Fondazione ed Organigramma

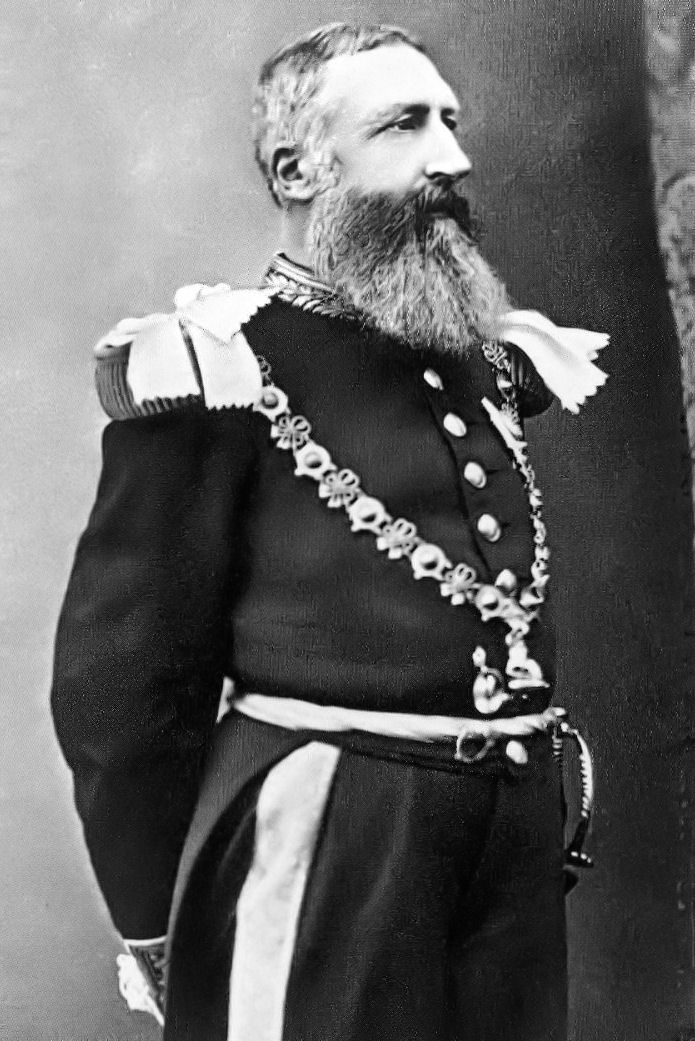
Re Leopoldo II del Belgio

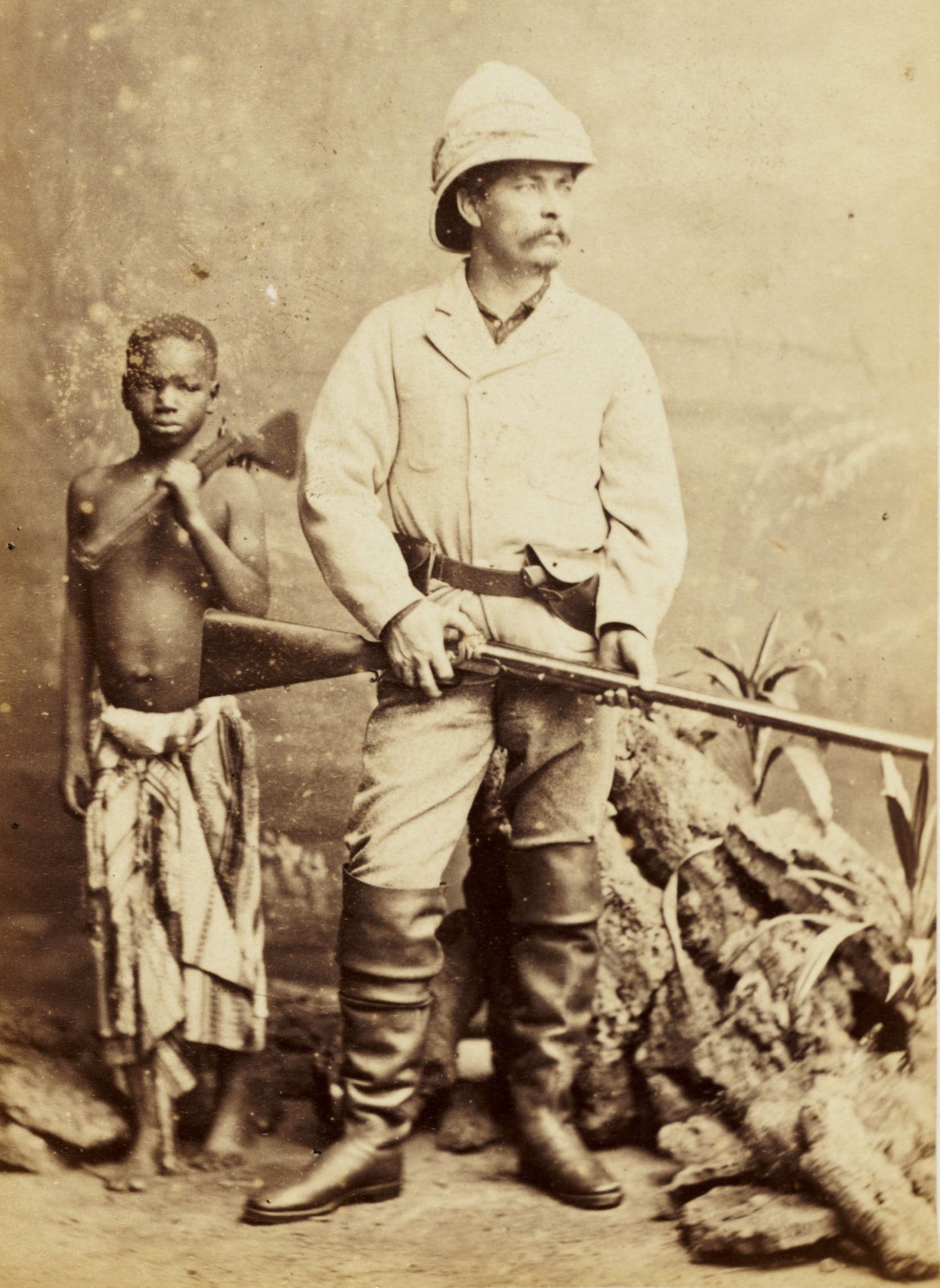
Sir Henry M. Stanley - 1872

L'Associazione internazionale africana (AIA) venne fondata per volontà di Leopoldo II del Belgio durante la Conferenza geografica di Bruxelles, evento culturale di rinomanza mondiale indetta dal sovrano belga nella sua capitale l'anno 1876.
Obiettivo dell'associazione era, per bocca dello stesso Leopoldo II, l'esplorazione delle terre del bacino del fiume Congo al fine di civilizzarne la popolazione indigena e di sopprimervi la tratta degli schiavi, onde: Ouvrir à la civilisation la seule partie du globe où elle n'ait point encore pénétré, percer les ténèbres qui enveloppent des populations entières. L'AIA si presentava cioè come il promotore di tutti quegli ideali filantropici che giustificavano eticamente e moralmente l'imperialismo europeo.
Fondata a Bruxelles, l'Associazione internazionale africana mantenne sempre i suoi uffici nella capitale belga quale sede centrale.
Al momento della fondazione, si stabilì una divisione in comitati nazionali (Impero austro-ungarico, Belgio, Gran Bretagna, Paesi Bassi, Italia, Portogallo, Spagna, Svizzera, Impero russo e Stati Uniti d'America), ognuno dei quali sarebbe stato strutturato e finanziato dallo stato ivi rappresentato dai consociati. In realtà, l'unico paese a profondere risorse umane ed economiche nel proprio comitato fu il Belgio, il cui sovrano, Leopoldo II, aveva fortemente promosso e voluto la costituzione dell'Associazione.
Il comitato francese era presieduto da Ferdinand de Lesseps e composto da Antoine d'Abbadie, Henri Duveyrier, Grandidier, Maunoir, il marchese di Montaignac, il barone di Watteville e Marius Fontane.

## Storia
Prive del controllo di un ente supervisore super partes, le varie nazioni europee direttamente o indirettamente implicate nelle iniziative dell'Associazione internazionale africana fecero della "nobile" missione associativa un pretesto per scatenare una selvaggia corsa alla colonizzazione dell'Africa Nera.
Nel 1877, Leopoldo prese contatti con l'esploratore britannico Henry Morton Stanley che aveva attraversato il territorio dell'Africa subequatoriale dalla costa dell'Oceano Indiano a quella dell'Oceano Atlantico. L'anno successivo nacque a Bruxelles il Comitato di studi dell'alto corso del fiume Congo (Comité d'études du Haut-Congo), di cui Leopoldo fu uno dei massimi finanziatori, che, nel 1878, incaricò Stanley di una spedizione che raggiunse il fiume nell'agosto seguente.
Mentre Stanley avviava la sua esplorazione del Congo (1879), Leopoldo promosse la creazione di un nuovo ente, l'Associazione internazionale del Congo (Association internationale du Congo - AIC), a nome della quale, nel 1880, vennero stipulati i primi trattati commerciali di sfruttamento della zona. Servendosi dell'esploratore italiano Pietro Savorgnan di Brazzà, il comitato francese dell'AIA aveva infatti avviato la colonizzazione gallicana delle regioni congolesi (Brazzaville venne fondata nel 1881), rendendo necessaria una discussione formale circa le rispettive zone d'influenza.